# Roberto Ávalos
Roberto Carlos Ávalos Pino (* 16. Juni 1980 in Santiago) ist ein ehemaliger chilenischer Fußballspieler.

## Karriere
Roberto Ávalos begann 1997 seine Profikarriere bei CD Palestino. Nach Leihstationen bei AC Barnechea und San Luis wurde er 2002 wegen Drogenhandels zu einer Haftstrafe von vier Jahren verurteilt. Nach seiner Entlassung unterschrieb er einen neuen Vertrag bei Palestino und spielte bis 2013 für die Arabes. Nach weiteren Stationen in Chile kehrte er 2015 zu Palestino zurück, um seine Karriere dort zu beenden.